# Interreligiöses Lernen
Interreligiöses Lernen geschieht, indem Angehörige verschiedener Religionen mit- und voneinander lernen, sowohl in direkten wie in indirekten Begegnungen. Es ist ein Thema insbesondere der Religionspädagogik und des interreligiösen Dialogs.

## Anliegen und Definition
Das mit interreligiösem Lernen verfolgte Anliegen beschäftigt nicht nur religiös interessierte Menschen, sondern aufgrund der mit zunehmender religiöser Vielfalt in Europa auch verbundenen Probleme viele Institutionen. In Schulen stellen sich für Lehrer und Schulleitungen Fragen wie „Was tun bei Konflikten aufgrund unterschiedlicher religiöser oder kultureller Herkunft?“ oder „Wie lässt sich mit religiösen Vorschriften im Schulalltag wertschätzend umgehen?“
In Bezug auf die Schule lässt sich definieren: Interreligiöses Lernen meint in Zusammenhang von Unterricht „intentional gesteuerte, pädagogische Prozesse, in denen Begegnungsräume mit religiösen … [Zeugen und Zeugnissen] eröffnet werden, deren religiöser Hintergrund anders als der der Lernenden [respektive eines maßgeblichen Teils der Lerngruppe] konstituiert ist, und die darauf angelegt sind, auf Basis einer konstruktiven Auseinandersetzung und in Achtung vor dem anderen religiöse Kompetenzen [zu] […] entwickeln“.

## Ebenen oder Modi der Religionenerschließung
Didaktisch lassen sich unterschiedliche Ebenen unterscheiden, auf denen gelernt werden kann:
- die Ebene religionskundlicher beziehungsweise religionswissenschaftlicher Herangehensweisen, die auf methodisch sachliche Klärungen und Auseinandersetzungen zielt;
- die Ebene der dialogischen Ausrichtung auf existentielle Fragen, die auf Theologisieren oder Philosophieren und eigene Positionierungen zielt;
- die Ebene des praktischen Umgangs mit Anders-Glaubenden, aber auch allgemein mit anderem Religiösem im Blick auf Fremdheit, Unterschiede und Gemeinsamkeiten, die unter anderem auf Konfliktmanagement und Ambiguitätstoleranz zielt und
- die Ebene persönlichen, lokalen wie globalen Einsatzes im Religionsdialog, die weitere soziale und (regional-)politische Zusammenhänge ins Auge fasst und sie (mit-)gestaltet.[3]

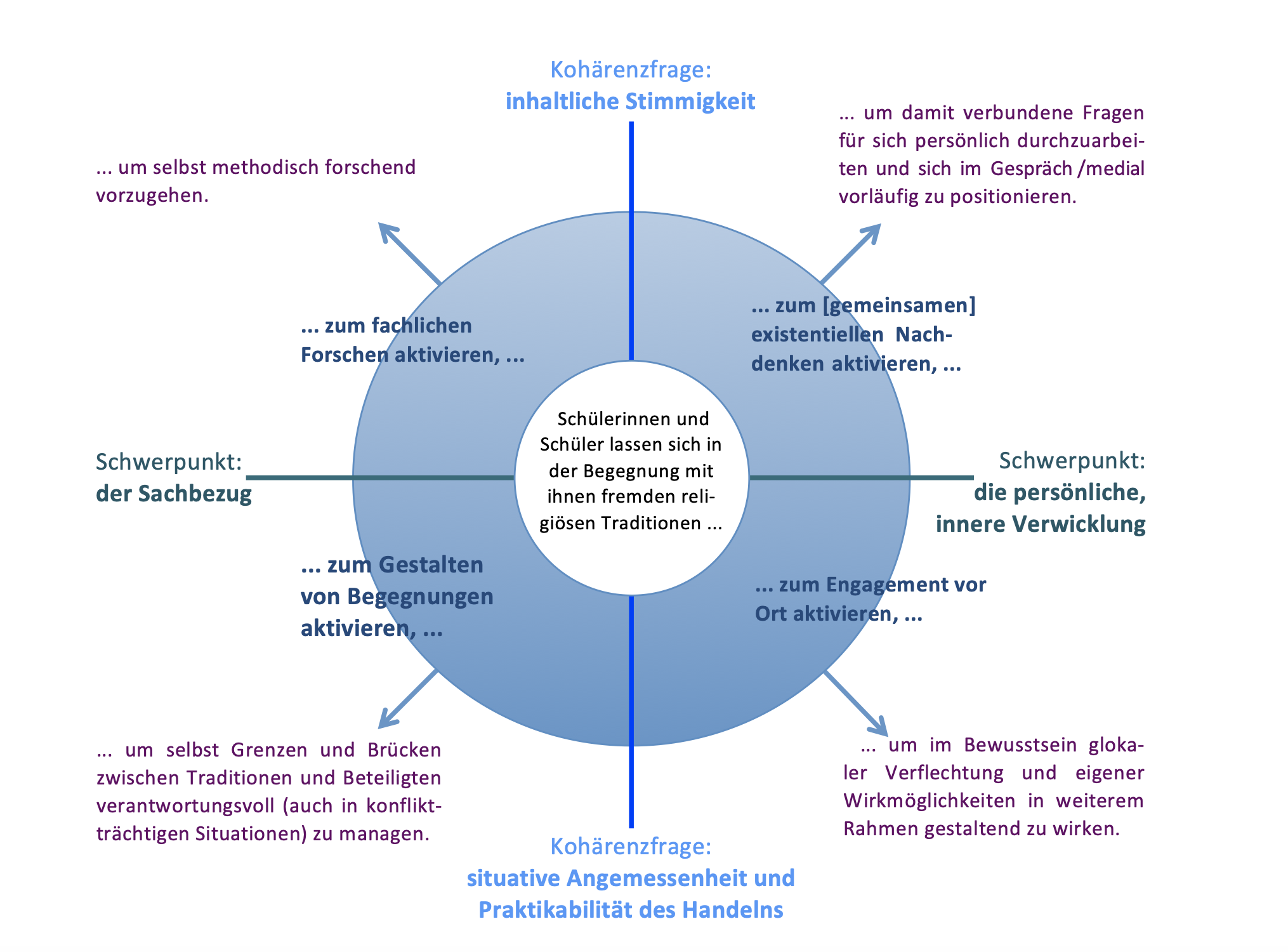

Karlo Meyer hat diese Unterteilung in einer Grafik visualisiert. Deren vertikale Achse reicht oben von der Betonung inhaltlicher Stimmigkeit (beim Forschen oder positionellen Diskutieren) bis nach unten zu Fragen nach der situativen Praktikabilität (im Management von Konflikten beziehungsweise im Engagement vor Ort). Die horizontale Achse zeigt links die Fokussierung des (eher abständigen) Sachbezugs (zum Beispiel beim Klären von sachlichen Problemen wie in kritischen Überschneidungsbereichen von Traditionen) bis rechts zur Gewichtung der eigenen (inneren) Verwicklung (im lokalen oder globalen Einsatz für den Religionsdialog und bei existentiellen Fragen).
Für Lehrkräfte, die nicht die zeitlichen Möglichkeiten haben, in allen Varianten exemplarisch vertiefend zu arbeiten, steht eine Entscheidung an, in welche der Richtungen sie Akzente setzen. Das Bundesland Bremen und einige Schweizer Kantone orientieren sich an religionswissenschaftlichen, religionskundlichen Ansätzen (links oben). Der konfessionelle Religionsunterricht in anderen deutschen Bundesländern fokussiert auch immer wieder die Frage nach den Möglichkeiten des Theologisierens und Philosophierens um existentielle Fragen (rechts oben). An Brennpunktschulen spielt der Umgang mit aktuellen konfliktträchtigen Situationen im Blick auf sachliche Lösungen eine Rolle (links unten). Aktuelle lokale Fragen (zum Beispiel Moscheebau) können Ansätze um örtliches Engagement nahelegen (rechts unten).
In dieser Grafik lassen sich auch ältere und neuere Ansätze interreligiösen Lernens eintragen. So können pädagogische Vorschläge von Udo Tworuschka links oben verortet werden (Forschungsansatz). Die Frage von Überschneidungssituationen, wie sie Joachim Willems beschäftigt, tendieren nach links unten (Management schwieriger Situationen). Henrik Simojokis Apell zur Globalisierung fragt auch nach dem Engagement (rechts unten). Ansätze katholischer Religionspädagogen wie die von Monika Tautz und Clauß Peter Sajak sowie der Ansatz von Karlo Meyer (mit evangelischem Hintergrund) betonen immer auch die existentiellen Fragen und Klärungen der Schülerinnen und wären rechts oben abzubilden.

## Einzelbelege
1. ↑  Mit solchen Fragen befasst sich das Beratungszentrum für interreligiöse und interkulturelle Fragen in Wien. Dieses Zentrum wird gemeinsam von der Kirchlichen Pädagogischen Hochschule Wien/Krems und der Islamischen Religionspädagogischen Akademie betrieben.
2. ↑  Monika Tautz, Karlo Meyer: Interreligiöses Lernen. wirelex, 2019, unter doi:10.23768/wirelex.Interreligises_Lernen.100068.
In Anlehnung an Karlo Meyer: Grundlagen interreligiösen Lernens. Vandenhoeck, Göttingen 2019, S. 19 f. und 69.
3. ↑  Karlo Meyer: Grundlagen interreligiösen Lernens. Vandenhoeck, Göttingen 2019, S. 189.
4. 1 2  Karlo Meyer: Grundlagen interreligiösen Lernens. Vandenhoeck, Göttingen 2019, S. 178.
5. ↑  Unterricht in Biblischer Geschichte.
6. ↑  Karlo Meyer: Grundlagen interreligiösen Lernens. Vandenhoeck, Göttingen 2019, S. 180–186.
7. ↑  Besprochen u. a. durch Joachim Theis: Welling, Katharina (2020). Interreligiöses Lernen im Lehramtsstudium der Katholischen Theologie. Empirische Untersuchungen des Scriptural Reasoning als Basis dialogischer Lernprozesse. In: RpB 44 (2021), Heft 2, S. 199–201 sowie durch Eva Wenig: Rezension zu Welling, Katharina. Interreligiöses Lernen im Lehramtsstudium der Katholischen Theologie. Empirische Untersuchungen des Scriptural Reasoning als Basis dialogischer Lernprozesse. In: ÖRF 30 (2022), Heft 1, S. 272–275.